# 锡基诺斯
锡基诺斯（希臘語：Σίκινος）是希腊南愛琴大區錫拉專區的市镇，行政中心为锡基诺斯村（又称霍拉）。市镇面积为42.507平方公里，2021年人口数量为253人。
此市镇包括整个錫基諾斯島及周边几个小岛，这些岛屿是基克拉泽斯群岛的一部分。